# Grand Prix Briek Schotte
Pour les articles homonymes, voir Briek Schotte et Schotte.
Le Grand Prix Briek Schotte, est une course cycliste sur route se déroulant à Desselgem, dans la province de Flandre-Occidentale, en Belgique. Disputé sous forme de critérium, le Grand Prix a lieu depuis 1941 et fait partie du calendrier national belge. 
En 1942 et 1947, deux éditions sont organisées, l'une en juillet et avril, l'autre en septembre. La course est organisée aujourd'hui en mémoire du coureur Briek Schotte, vainqueur des trois premières éditions et décédé en 2004.

## Palmarès
| Année       | Vainqueur                | Deuxième                 | Troisième             |
| ----------- | ------------------------ | ------------------------ | --------------------- |
| 1941        | Briek Schotte            | Frans Bonduel            | Albert Sercu          |
| 1942 (juil) | Briek Schotte            | Jérôme Dufromont         | Jules Lowie           |
| 1942 (sept) | Briek Schotte            | Jérôme Dufromont         | Richard Depoorter     |
| 1943        | André Defoort            | Briek Schotte            | Michel Hermie         |
| 1944        | Pas organisé             | Pas organisé             | Pas organisé          |
| 1945        | Roger Desmet             | Albert Desmet            | Michel Remue          |
| 1946        | Pas organisé             | Pas organisé             | Pas organisé          |
| 1947 (avr)  | Norbert Callens          | Maurice Deschacht        | Maurice Meersman      |
| 1947 (sept) | Maurice Meersman         | Emmanuel Thoma           | Gerard Van De Steene  |
| 1948        | André Maelbrancke        | Albert Decin             | Roger De Corte        |
| 1949        | Roger Decock             | Juul Huvaere             | Maurice Deschacht     |
| 1950        | André Maelbrancke        | Léopold Degraeveleyn     | Roger Desmet          |
| 1951-1952   | Pas organisé             | Pas organisé             | Pas organisé          |
| 1953        | Henri Denys              | Valère Ollivier          | Roger Devoldere       |
| 1954        | Georges Decraeye         | Arthur Mommerency        | Valère Ollivier       |
| 1955        | Gilbert Desmet           | Jozef Parmentier         | Roger Rosselle        |
| 1956        | Germain Derycke          | Henri Denys              | Norbert Kerckhove     |
| 1957        | Emile Severeyns          | Gilbert Desmet           | Henri Denys           |
| 1958        | Paul Borremans           | Michel Van Aerde         | Daniel Denys          |
| 1959        | Gilbert Desmet           | Oswald Declercq          | Daniel Doom           |
| 1960        | Gilbert Desmet           | Maurice Meuleman         | Léopold Rosseel       |
| 1961        | Arthur Decabooter        | Gilbert Desmet           | Armand Desmet         |
| 1962        | Norbert Kerckhove        | Romain Van Wynsberghe    | Joseph Planckaert     |
| 1963        | Gilbert Desmet           | Walter Boucquet          | Jaak De Boever        |
| 1964        | Julien Gekière           | Bernard Deville          | Jaak De Boever        |
| 1965        | Willy Planckaert         | Norbert Van Cauwenberghe | Jaak De Boever        |
| 1966        | Daniel Van Ryckeghem     | Ludo Vandromme           | Jan Nolmans           |
| 1967        | Rik Van Looy             | Noël Van Clooster        | Willy Donie           |
| 1968        | Jos Huysmans             | Jaak De Boever           | Ludo Vandromme        |
| 1969        | Rik Van Looy             | Fernand Hermie           | Roger Kindt           |
| 1970        | Eric Leman               | Eric Raes                | Patrick Sercu         |
| 1971        | Edward Janssens          | Etienne Buysse (nl)      | Fernand Bruggeman     |
| 1972        | Christian Callens (nl)   | Noël Vantyghem           | Jaak De Boever        |
| 1973        | Walter Godefroot         | Eric Leman               | Frans Van Looy        |
| 1974        | Willy Van Malderghem     | Christian De Buysschere  | Willy Teirlinck       |
| 1975        | Herman Van Springel      | Luc Leman                | Walter Godefroot      |
| 1976        | Willem Peeters           | Willy Scheers            | Serge Vandaele        |
| 1977        | Jos Schipper             | Jean-Luc Vandenbroucke   | Frans Verhaegen       |
| 1978        | Willem Peeters           | Ludo Delcroix            | Alfons De Bal         |
| 1979        | Johnny De Nul            | René Wuyckens            | Willy Vigouroux       |
| 1980        | Frans Van Looy           | Romain Steel             | Alfons De Wolf        |
| 1981        | André Dierickx           | Patrick Versluys         | Ronny Claes           |
| 1982        | Eddy Planckaert          | Yvan Lamote              | Léo Van Thielen       |
| 1983        | Ivan Lamote              | Sean Kelly               | Etienne Van der Helst |
| 1984        | Patrick Versluys         | Dirk Heirweg             | Paul Haghedooren      |
| 1985        | Dirk Heirweg             | Marc Van Geel            | Werner Devos          |
| 1986        | Johan Capiot             | Andre Meuwissen          | Werner Devos          |
| 1987        | Dirk Demol               | Yvan Lamote              | Bert Van Ende         |
| 1988        | Johan Museeuw            | Gino De Backer           | Rik Van Slycke        |
| 1989        | Jean-Marie Vernie        | Johan Museeuw            | Kurt Soenens          |
| 1990        | Gino De Backer           | Peter Van Impe           | Patrice Bar           |
| 1991        | Patrick Eyk              | Patrick De Wael          | Wiebren Veenstra      |
| 1992        | Johan Verstrepen         | Edwin Enthoven           | Peter Spaenhoven (nl) |
| 1993        | Bart Leysen              | Rudi Vingerhoets (nl)    | Kurt Van Lancker      |
| 1994        | Hendrik Redant           | Ludwig Willems           | Martin van Steen      |
| 1995        | Jans Koerts              | John van den Akker       | Peter Spaenhoven (nl) |
| 1996        | Wim Omloop               | Peter Spaenhoven (nl)    | Frank Vandenbroucke   |
| 1997        | Wim Feys                 | John Talen               | Ludo Dierckxsens      |
| 1998        | Jo Planckaert            | Eric De Clercq           | Franky De Buyst       |
| 1999        | Johan Museeuw            | Niko Eeckhout            | Danny Daelman         |
| 2000        | Max van Heeswijk         | Donatas Virbickas        | Geert Omloop          |
| 2001        | Wilfried Peeters         | Bart Leysen              | Thierry Masschelein   |
| 2002        | Sven Vanthourenhout      | Jans Koerts              | Bart Heirewegh        |
| 2003        | Wilfried Cretskens       | Nick Nuyens              | Steven De Neef        |
| 2004        | Wilfried Cretskens       | Andy De Smet             | Servais Knaven        |
| 2005        | Wouter Weylandt          | Steven Caethoven         | Wilfried Cretskens    |
| 2006        | Johnny Hoogerland        | Tom Criel                | Wouter Weylandt       |
| 2007        | Steven de Jongh          | Johnny Hoogerland        | Greg Van Avermaet     |
| 2008        | Mauro Facci              | Robert Retschke          | Wim Botman            |
| 2009        | Niko Eeckhout            | Steven de Jongh          | Vytautas Kaupas       |
| 2010        | Kevin Van Impe           | Frédéric Amorison        | Kenny Dehaes          |
| 2011        | Guillaume Van Keirsbulck | Andy Cappelle            | Joeri Stallaert       |
| 2012        | Guillaume Van Keirsbulck | Iljo Keisse              | Niko Eeckhout         |
| 2013        | Julien Vermote           | Matthew Brammeier        | Sander Helven         |
| 2014        | Andrew Fenn              | Iljo Keisse              | Gianluca Brambilla    |
| 2015        | Brian van Goethem        | Łukasz Wiśniowski        | Boris Vallée          |
| 2016        | Brian van Goethem        | Jasper de Buyst          | Sep Vanmarcke         |
| 2017        | Timothy Dupont           | Piotr Havik              | Carl Fredrik Hagen    |
| 2018        | Milan Menten             | Enzo Wouters             | Kenny Dehaes          |
| 2019        | Arjen Livyns             | Ylber Sefa               | Michael Freiberg      |
| 2020-2021   | Pas organisé             | Pas organisé             | Pas organisé          |
| 2022        | Kobe Vanoverschelde      | Jente Klaver             | Meindert Weulink      |
| 2023        | Jonas Rickaert           | Jordi Warlop             | Maarten Verheyen      |
| 2024        | Warre Vangheluwe         | Lindsay De Vylder        | Michiel Coppens       |